# Circus (песма)
„Circus“ је песма америчке певачице Бритни Спирс. Издата је 2. децембра 2008. године, као други сингл са албума „Circus“.